# José Gregorio Camacho
José Gregorio Camacho Lascarro (* 26. dubna 1983) je bývalý venezuelský zápasník – judista.

## Sportovní kariéra
Připravoval se v Ciudad Guayana (část Puerto Ordaz) ve státě Bolívar. Ve venezuelské mužské reprezentaci se pohyboval od roku 2002. Po celou sportovní kariéru shazoval do střední váhy do 90 kg. V roce 2004 a 2008 obsadil panamerickou kontinentální kvótu pro start na olympijských hrách. Při obou startech do celkových výsledků turnaje výrazně nepromluvil. Na olympijských hrách v Pekingu v roce 2008 vyřadil v úvodním kole na ippon technikou kubi-nage favorizovaného Ukrajince Valentyna Hrekova. Sportovní kariéru ukončil v roce 2014.

## Výsledky
| Turnaj                  | 2002 | 2003         | 2004         | 2005         | 2006         | 2007         | 2008         | 2009         | 2010         | 2011         |
| Turnaj                  | 19   | 20           | 21           | 22           | 23           | 24           | 25           | 26           | 27           | 28           |
| Turnaj                  |      | střední váha | střední váha | střední váha | střední váha | střední váha | střední váha | střední váha | střední váha | střední váha |
| ----------------------- | ---- | ------------ | ------------ | ------------ | ------------ | ------------ | ------------ | ------------ | ------------ | ------------ |
| Olympijské hry          |      |              | úč.          |              |              |              | úč.          |              |              |              |
| Mistrovství světa       |      | —            |              | —            |              | úč.          |              | úč.          | —            | úč.          |
| Panamerické hry         |      | 7.           |              |              |              | 3.           |              |              |              | 7.           |
| Panamerické mistrovství | 7.   | úč.          | 5.           | —            | 3.           | 2.           | 5.           | —            | 7.           | 3.           |
| Jihoamerické hry        | —    |              |              |              | 3.           |              |              |              | 2.           |              |
| Středoamerické a k. hry | 2.   |              |              |              | 2.           |              |              |              | 3.           |              |
| Bolívarské hry          |      |              |              | 1.           |              |              |              | 1.           |              |              |
| MS juniorů              | úč.  |              |              |              |              |              |              |              |              |              |